# Antoni Lima Solá
Antoni "Toni" Lima Solá (ur. 22 września 1970 w Gavie) – piłkarz andorski grający na pozycji obrońcy. W swojej karierze 64 razy zagrał w reprezentacji Andory i strzelił w niej 5 goli. Jest starszym bratem Ildefonsa Limy, także piłkarza i reprezentanta kraju.

## Kariera klubowa
Karierę piłkarską Lima rozpoczął w Realu Madryt. W sezonie 1990/1991 grał w rezerwach Realu, zespole Castilli, w Segunda División B. Latem 1991 przeszedł do Espanyolu. W Primera División zadebiutował 27 października 1991 w przegranym 1:2 wyjazdowym meczu z Cádizem. W hiszpańskiej ekstraklasie rozegrał łącznie 2 mecze.
W 1992 roku Lima przeszedł do grającego w Segunda División, Palamós CF. Po 3 latach gry w nim przeniósł się do Polideportivo Almería z Segunda División B. W 1996 roku został zawodnikiem Realu Murcia, a w 1997 roku wrócił do Polideportivo.
W 1998 roku Lima wyjechał do Portugalii i w sezonie 1998/1999 był zawodnikiem klubu União Madeira. Następnie w sezonie 1999/2000 grał w Ontinyent CF, a w sezonie 2000/2001 w CF Gavà. W sezonie 2001/2002 występował w Grecji, w AO Ionikos. W 2002 roku wrócił do Hiszpanii i do 2004 roku grał w CF Gavà. Następnie był też zawodnikiem klubów Palamós CF i SE Eivissa-Ibiza. Karierę zakończył w 2009 roku.
| Sezon   | Klub                  | Kraj       | Rozgrywki          | Mecze | Bramki |
| ------- | --------------------- | ---------- | ------------------ | ----- | ------ |
| 1990/91 | Real Madryt Castilla  | Hiszpania  | Segunda División B | ?     | ?      |
| 1991/92 | RCD Espanyol          | Hiszpania  | Primera División   | 2     | 0      |
| 1992/93 | Palamós CF            | Hiszpania  | Segunda División   | 31    | 1      |
| 1993/94 | Palamós CF            | Hiszpania  | Segunda División   | 36    | 4      |
| 1994/95 | Palamós CF            | Hiszpania  | Segunda División   | 33    | 4      |
| 1995/96 | Polideportivo Almería | Hiszpania  | Segunda División B | 30    | 1      |
| 1996/97 | Real Murcia           | Hiszpania  | Segunda División B | 20    | 1      |
| 1997/98 | Polideportivo Almería | Hiszpania  | Segunda División B | 10    | 0      |
| 1998/99 | União Madeira         | Portugalia | Liga de Honra      | 7     | 0      |
| 1999/00 | Ontinyent CF          | Hiszpania  | Segunda División B | 32    | 6      |
| 2000/01 | CF Gavà               | Hiszpania  | Tercera División   | 24    | 0      |
| 2001/02 | AO Ionikos            | Grecja     | Alpha Ethniki      | 3     | 0      |
| 2002/03 | CF Gavà               | Hiszpania  | Segunda División B | 23    | 1      |
| 2003/04 | CF Gavà               | Hiszpania  | Tercera División   | ?     | ?      |
| 2004/05 | Palamós CF            | Hiszpania  | Tercera División   | ?     | ?      |
| 2005/06 | Palamós CF            | Hiszpania  | Tercera División   | ?     | ?      |
| 2006/07 | UD Ibiza-Eivissa      | Hiszpania  | Tercera División   | ?     | ?      |
| 2007/08 | UD Ibiza-Eivissa      | Hiszpania  | Segunda División B | ?     | ?      |

## Kariera reprezentacyjna
W reprezentacji Andory Lima zadebiutował 22 czerwca 1997 roku w przegranym 1:4 towarzyskim meczu z Estonią. W swojej karierze grał w eliminacjach do Euro 2000, MŚ 2002, Euro 2004, MŚ 2006, Euro 2008 i MŚ 2010. Od 1997 do 2009 roku rozegrał w kadrze narodowej 64 mecze i strzelił 5 goli.